# اندرو ابرکرومبی
اندرو ابرکرومبی (انگلیسی: Andrew Abercromby؛ زادهٔ ۱۲ مهٔ ۱۹۸۰) دانشمند و مهندس پزشک اهل بریتانیا است که بر روی طراحی لباس‌های مخصوص فضانوردی نیز کار می‌کند.